# Morris Halle
Morris Halle (ur. 23 lipca 1923 w Lipawie, zm. 2 kwietnia 2018 w Cambridge) – łotewsko-amerykański językoznawca, profesor w Massachusetts Institute of Technology.
Urodzony w Lipawie na Łotwie jako Morris Pinkowitz; wraz z rodziną przeniósł się w 1929 roku do Rygi. Do USA przybyli w 1940 roku.
W latach 1941–1943 Halle studiował inżynierię w City College of New York. W 1943 roku wstąpił do wojska, zwolniony w 1946 roku wstąpił na Uniwersytet Chicago, gdzie w 1948 roku został magistrem językoznawstwa. Następnie studiował na Columbii u Romana Jakobsona, w 1951 roku został wykładowcą w MIT, a w 1955 roku uzyskał doktorat na Uniwersytecie Harvarda. Pracował w MIT do przejścia na emeryturę w 1996 roku, ale później nadal prowadził badania i publikował. Znał biegle niemiecki, jidysz, łotewski, rosyjski, hebrajski i angielski. Mieszkał w Cambridge (Massachusetts) z żoną Rosamond. Miał trzech żonatych synów, Davida, Johna i Timothy’ego.
Morris Halle był najbardziej znany ze swoich pionierskich prac z fonologii generatywnej, najpierw jako współautor (z Noamem Chomskim i Fredem Lukoffem) On Accent and Juncture in English (1956), a następnie jako współautor (z Noamem Chomskim) fundamentalnej dla rozwoju klasycznej fonologii generatywnej pracy The Sound Pattern of English (w 1968 roku).
Morris Halle był jednym z trzech językoznawców w historii MIT, których uhonorowano najwyższym tytułem przyznawanym profesorom MIT, Profesor Instytutu MIT (w 1981 roku), dwaj pozostali to Roman Jakobson w 1948 roku i Noam Chomsky w 1976 roku.